# فاسيلي تيتا
فاسيلي تيتا (بالرومانية: Vasile Tiță)‏ مواليد 21 فبراير 1928 في بوخارست - الوفاة 24 يونيو 2013 في بوخارست، كان ملاكم روماني. سبق أن شارك في دورة الألعاب الأولمبية الصيفية سنة 1952 والتي حقق الميدالية الفضية فيها.

## الميداليات
| الميدالية | المسابقة                       |
| --------- | ------------------------------ |
| فضية      | الألعاب الأولمبية الصيفية 1952 |

## روابط خارجية
- فاسيلي تيتا على موقع بوكس ريك (الإنجليزية) (registration required)
- فاسيلي تيتا على موقع أوليمبيديا (الإنجليزية)
- فاسيلي تيتا على موقع اللجنة الأولمبية الرومانية (الرومانية)